# Bébinn (nome)
Bébinn  è un nome proprio di persona irlandese femminile.

## Varianti
- Femminili: Bébhinn[1], Béibhinn[1][2], Bébhionn[1], Bebinn[2], Bebhinn[2], Beibhinn[2], Bebhionn[2]
  - Forme anglicizzate: Bevin[1][2], Vivian[3], Vivien[2], Vevina[2]

## Origine e diffusione
È composto dai termini irlandesi antichi bé ("donna") e find ("bianco", "puro", presente anche in Fionn, Fintan, Fionnuala, Fionnbharr e Caoilfhionn), quindi può essere interpretato come "donna bianca", "dama bianca"; viene portato da numerosi personaggi della mitologia celtica, in particolare da Bébinn, una divinità legata al parto, ed era inoltre il nome della madre e della sorella di re Brian Boru.
Il suo uso in Irlanda calò in seguito al Medioevo, ma è stato successivamente riportato in voga; è stato anglicizzato in forme quali Bevin, Vevina (usata da MacPherson nei suoi Canti di Ossian) e Vivian o Vivien; quest'ultima è in parte responsabile per l'uso al femminile del nome inglese maschile Vivian.

## Onomastico
Nessuna santa porta questo nome, che quindi è adespota; l'onomastico si può festeggiare in occasione di Ognissanti, il 1º novembre.